# Ajmer
Ajmer är en stad vid Aravallibergen i delstaten Rajasthan i nordvästra Indien. Den är administrativ huvudort för distriktet Ajmer och hade cirka 550 000 invånare vid folkräkningen 2011. 